# Cydnini

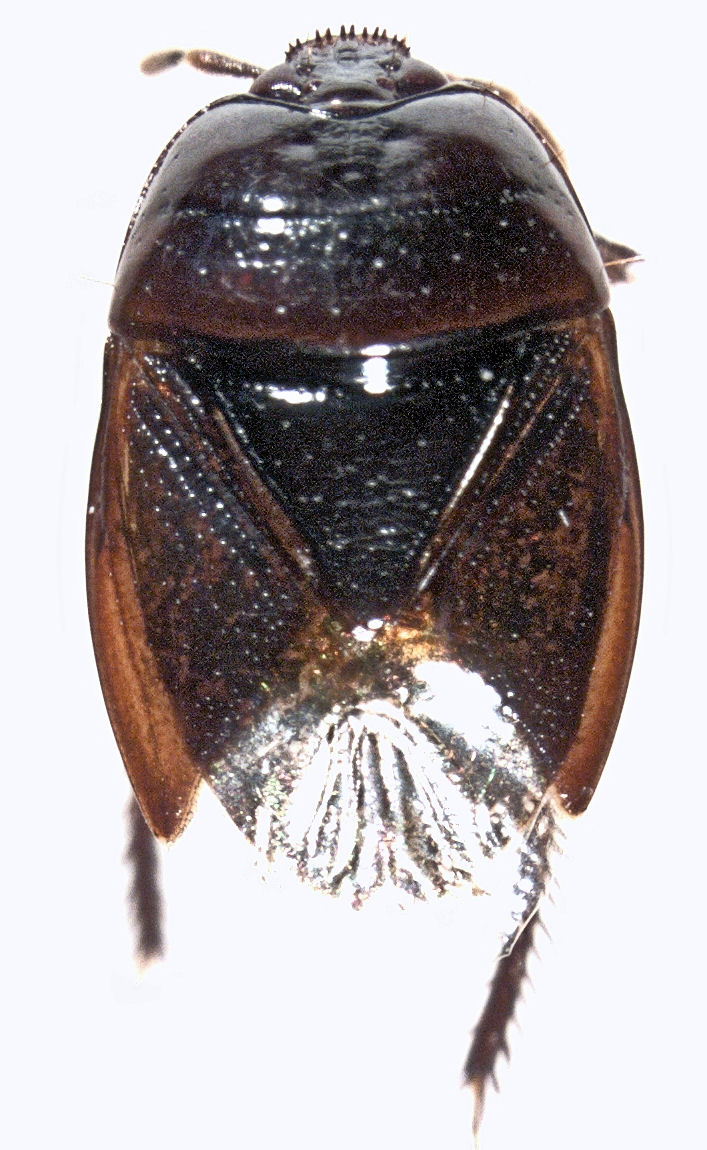
Chilocoris neozealandicus

Cydnini – plemię pluskwiaków z podrzędu różnoskrzydłych, rodziny ziemikowatych i podrodziny Cydninae. Obejmuje około 150 opisanych gatunków, zgrupowanych w 12 rodzajach.

## Morfologia i zasięg
Pluskwiaki o ciele czarnym, czarnobrązowym lub brązowym, bez jaśniejszych wzorów czy plam. Półokrągła do prawie trójkątnej głowa ma całobrzegie krawędzie. Płytki żuwaczkowe zaopatrzone są w chetopory. Szersze niż dłuższe przedplecze ma chetopory na brzegach bocznych. Tarczka jest trójkątna, szersza niż dłuższa lub tak szeroka jak długa, zwykle nie dochodząca do połowy długości półpokryw. Te z kolei mają wyodrębnione międzykrywki, egzokoria i mezokoria. Ujścia gruczołów zapachowych zatułowia przedłużone są bocznie w pasma wygładzonego oskórka, zwykle sięgając prawie do krawędzi segmentu. Wszystkie odnóża zwieńczone są stopami o członie drugim nieodbiegającym zbytnio średnicą od pierwszego i trzeciego. Genitalia samca odznaczają się prąciem o bardzo słabo zesklerotyzowanej i pozbawionej pigmentacji fallotece.
Przedstawiciele plemienia zamieszkują głównie krainy palearktyczną, etiopską, orientalną i australijską. W Polsce reprezentowani są jedynie przez ziemika tarczycę.

## Taksonomia
Plemię to obejmuje około 150 opisanych gatunków, zgrupowanych w 12 rodzajach:
- Blaena Walker, 1868
- Blaenocoris J.A. Lis, 1997
- Centrostephus Horváth, 1919
- Chilocoris Mayr, 1865
- Cydnotomus Lis, 2000
- Cydnus Fabricius, 1803
- Nishadana Distant, 1899
- Nishocoris Lis, 1997
- Parachilocoris Horváth, 1919
- Paranishadana Lis, 1997
- Peltoxys Signoret, 1880
- Pullneya Horváth, 1919